# Pokémon: Cuộc đối đầu giữa Dialga, Palkia và Darkrai
Pokémon: Cuộc đối đầu giữa Dialga với Palkia và Darkrai, ban đầu ra mắt ở Nhật Bản với tên là Pocket Monsters Diamond & Pearl the Movie: Cuộc đối đầu giữa Dialga, Palkia và Darkrai (劇場版ポケットモンスター ダイヤモンド&パール ディアルガVSパルキアVSダークライ Gekijōban Poketto Monsutā Daiyamondo Pāru Diaruga tai Parukia tai Dākurai) là phim hoạt hình Nhật Bản 2007 của đạo diễn Kunihiko Yuyama như là phim thứ 10 của Pokémon anime. Phim công chiếu ở các rạp Nhật Bản vào ngày 14 tháng 7 năm 2007. Tại Việt Nam bộ phim được Purpose Media mua bản quyền và phát sóng trên kênh HTV3 vào ngày 15 tháng 7 năm 2018.

## Nội dung
Trên thế giới của những loài pokemon có những loài được mệnh danh là những kẻ hủy diệt, những loài này thường sống mà cả đời chưa bao giờ chạm trán với nhau. Nhưng một khi chúng có sự xung đột thì đó là điều nguy hiểm không chỉ đối với bản thân chúng mà còn đối với nhân loại. Cách chúng chiến đấu có thể gây ra tầm hủy diệt rất lớn đối với những người sống trên hành tinh. Dialga VS Palkia là hai loài pokemon truyền thuyết đó. Hãy cùng nhóm Satoshi đi khám phá và tìm hiểu thêm về chúng.

## Phân vai
- Đạo diễn chuyển âm: Ngọc Quyên

| Nhân vật           | Diễn viên lồng tiếng                    | Diễn viên lồng tiếng |
| Nhân vật           | Nhật Bản                                | Việt Nam             |
| ------------------ | --------------------------------------- | -------------------- |
| Ash/Satoshi        | Rica Matsumoto                          | Hoàng Khuyết         |
| Dawn/Hikari        | Megumi Toyoguchi                        | Kim Ngọc             |
| Pikachu            | Ikue Ōtani                              | Ikue Ōtani           |
| Brock/Takeshi      | Yūji Ueda                               | Tuấn Anh             |
| Jessie/Musashi     | Megumi Hayashibara                      | Thùy Tiên            |
| James/Kojirō       | Shin-ichiro Miki                        | Minh Vũ              |
| Meowth/Nyarth      | Inuko Inuyama                           | Kim Anh              |
| Darkrai            | Kōji Ishizaka                           | Chánh Tín            |
| Tonio              | Kōji Yamamoto (trẻ - Daisuke Sakaguchi) | Quang Tuyên          |
| Alice              | Rosa Kato                               | Thu Hiền             |
| Baron Alberto      | Kōichi Yamadera                         | Chơn Nhơn            |
| Kai/Dai            | Ryūji Akiyama                           | Thúy Hằng            |
| Maury/Katsumi      | Hiroshi Yamamoto                        | Thu Huyền            |
| Torterra/Dodaitose | Hiroyuki Baba                           | Linh Phương          |
| Allegra/Maki       | Shoko Nakagawa                          | Tấn Phong            |
| Dialga             |                                         | Tuấn Anh             |
| Palkia             |                                         | Trần Vũ              |
| Alicia             | Chiharu Suzaka                          | Kim Ngọc             |
| Người dẫn chuyện   | Unshö Ishizuka                          | Trí Luân             |

## Âm nhạc
- Bài hát mở đầu:

"Together 2007 (phiên bản Eiga)" của Fumie Akiyoshi.
"We Will be Heroes - The Rise of Darkrai" của John Loeffler.
- Bài hát kết thúc: "Be with You: Itsumo Soba ni (Always by your side)" của Sarah Brightman

"I Will be with You ~Itsumo Soba ni~ (phiên bản Movie)" của Sarah Brightman với Chris Thompson.
"I'll Always Remember You" của Kirsten Price.
"Living in the Shadow" của Chris "Breeze" Barczynski